# Mabel Cañada Zorrilla

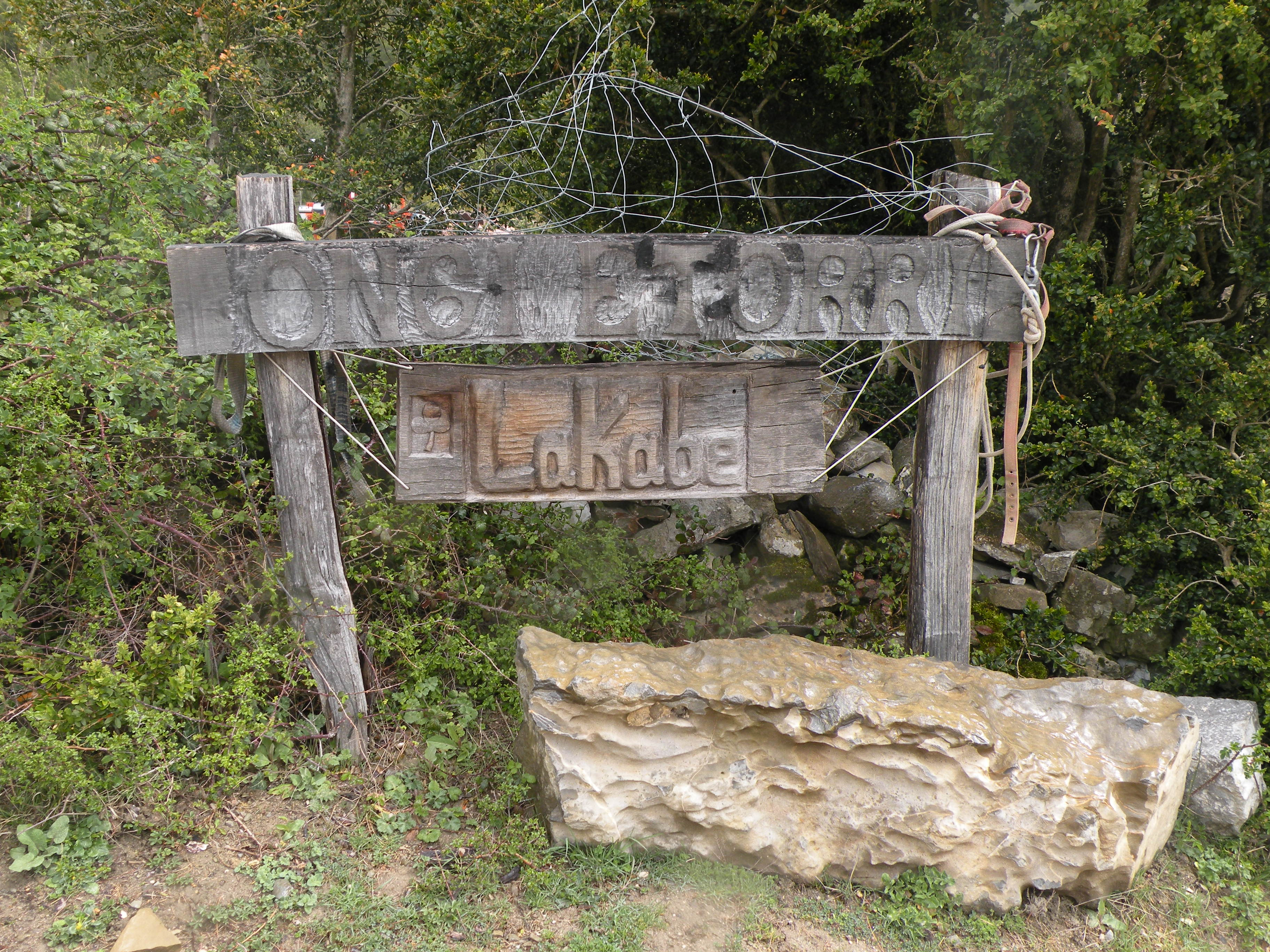
Cartel de bienvenida a Lakabe

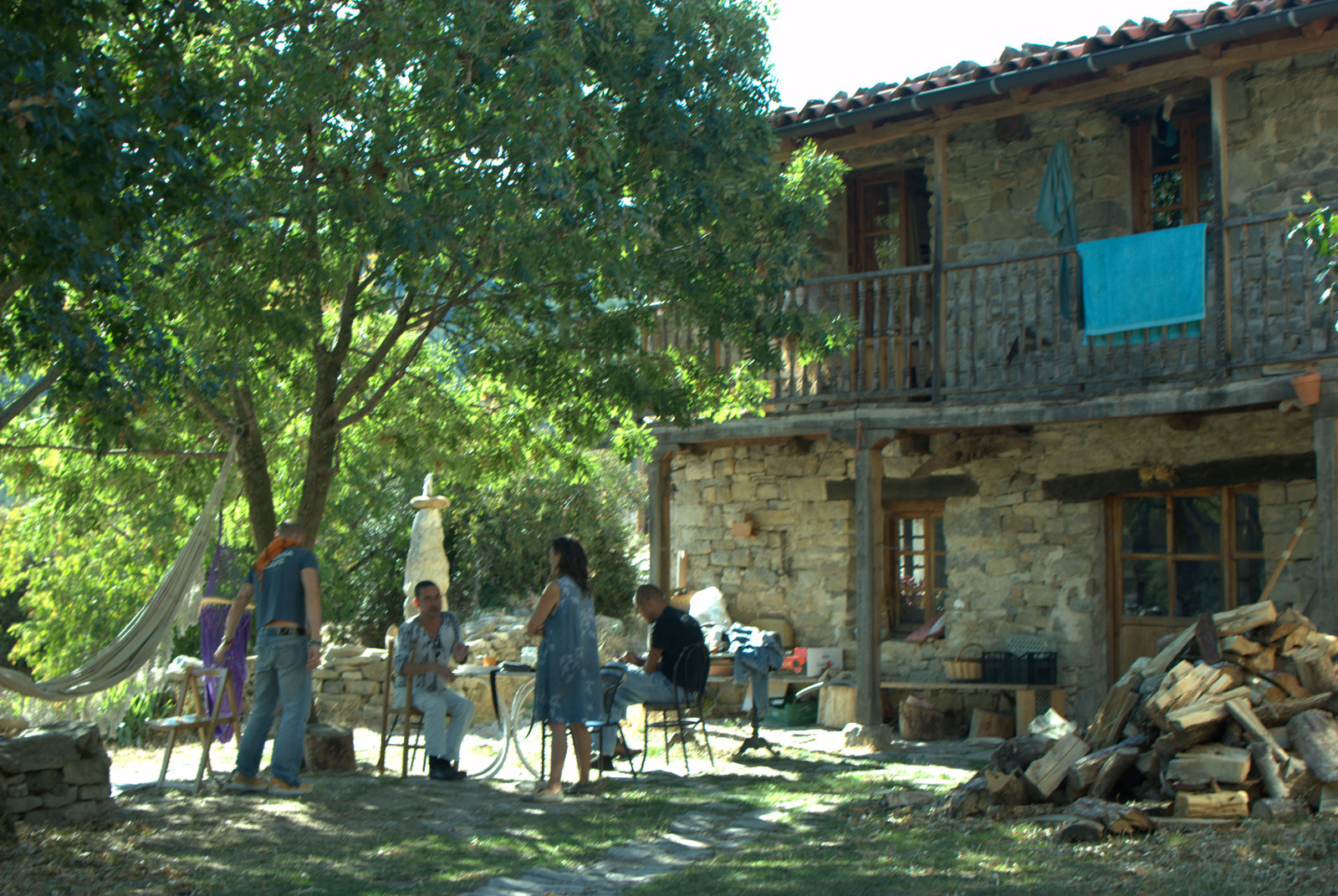
Lakabe, Navarra

Mabel Cañada Zorrilla (Bilbao, 1952) es una antimilitarista y pacifista fundadora de la ecoaldea de Lakabe, un concejo del municipio de Aoiz recuperado en Navarra en 1980 e integrado en la Red Ibérica de Ecoaldeas.

## Biografía
Mabel Cañada nació en el barrio de Santutxu de Bilbao en el año 1952. Hija de Ángel, cristalero burgalés y de Isabel, valmasedana que abandonó los estudios de enfermería para cuidar a su padre, es la segunda de cinco hermanas y dos hermanos. Madre de 4 personas, activa en grupos como el Movimiento de Objeción de Conciencia (M.O.C.), el movimiento feminista, y grupos en contra grandes infraestructuras como las centrales nucleares o el pantano de Itoiz en Navarra.
Vive en comunidad desde el año 1974 y fue una de las fundadoras de la comunidad de Lakabe (Navarra) en el año 1980, un pueblo abandonado que fue okupado y recuperado, en el que la convivencia se basa en la autogestión, la autosuficiencia, el autoconsumo, el apoyo mutuo y el funcionamiento asambleario.
Cañada se ha formado en maneras de crear colectividad, de expresarse en grupo, de vivir en comunidad, de implementar estructuras que permitan la toma de decisiones horizontales, en facilitación de procesos, educación experimental y comunicación no-violenta. Se ha formado también en otras comunidades como la de Findhorn.
Desde el año 2004 es facilitadora de procesos de cambio, realiza diagnósticos de situación para grupos sociales, los acompaña en sus propios procesos e imparte cursos y talleres.
Ha sido presidenta del concejo de Lakabe y desde 2005, concejala del ayuntamiento de Valle de Arce con Artzibar Herri Taldea. Presidenta de la Mancomunidad de Residuos Sólidos Urbanos Irati.